# Кембридж (Вісконсин)
Кембридж (англ. Cambridge) — селище (англ. village) в США, в округах Дейн і Джефферсон штату Вісконсин. Населення — 1638 осіб (2020).

## Географія
Кембридж розташований за координатами 43°0′24″ пн. ш. 89°1′17″ зх. д. / 43.00667° пн. ш. 89.02139° зх. д. (43.006555, -89.021412).  За даними Бюро перепису населення США в 2010 році селище мало площу 3,72 км², з яких 3,71 км² — суходіл та 0,02 км² — водойми.

## Демографія
Згідно з переписом 2010 року, у селищі мешкало 1457 осіб у 615 домогосподарствах у складі 397 родин. Густота населення становила 391 особа/км².  Було 654 помешкання (176/км²).
Расовий склад населення:
| - 96,8 % — білих - 0,9 % — чорних або афроамериканців - 0,5 % — азіатів - 0,3 % — корінних американців |

До двох чи більше рас належало 1,1 %. Частка іспаномовних становила 1,7 % від усіх жителів.
За віковим діапазоном населення розподілялося таким чином: 24,4 % — особи молодші 18 років, 61,5 % — особи у віці 18—64 років, 14,1 % — особи у віці 65 років та старші. Медіана віку мешканця становила 41,3 року. На 100 осіб жіночої статі у селищі припадало 93,0 чоловіків;  на 100 жінок у віці від 18 років та старших — 91,1 чоловіків також старших 18 років.
Середній дохід на одне домашнє господарство  становив 72 066 доларів США (медіана — 62 708), а середній дохід на одну сім'ю — 96 569 доларів (медіана — 94 583). За межею бідності перебувало 10,5 % осіб, у тому числі 19,9 % дітей у віці до 18 років та 6,5 % осіб у віці 65 років та старших.
Цивільне працевлаштоване населення становило 642 особи. Основні галузі зайнятості: освіта, охорона здоров'я та соціальна допомога — 27,1 %, виробництво — 13,7 %, роздрібна торгівля — 11,8 %, науковці, спеціалісти, менеджери — 10,4 %.